# Martin 156
Martin 156 (Мартин 156, М-156, 156 — размах крыла в футах) — транспортная летающая лодка, созданная американской компанией Glenn L. Martin Company («Глен Мартин») в 1937 году. Изначально создавался по заказу авиакомпании Pan American Airways, но в итоге единственный экземпляр был продан в Советский Союз, в связи с чем получил прозвища Soviet Clipper, Russian Clipper и аналогичные. Эксплуатировался предприятием Аэрофлот на Дальнем востоке, но уже весной 1945 года был исключён из реестра.

## История

### Предыстория
В 1935 году корпорацией «Глен Мартин» были выпущены три большие летающие лодки Martin M-130, которые поступили в авиакомпанию Pan American Airways, где стали эксплуатироваться на маршрутах через Тихий океан. Это были крупные самолёты, имеющие дальность полёта свыше 5 тысяч километров, а пассажирам на борту предоставлялся высокий уровень сервиса, поэтому в «Глен Мартин» был разработан улучшенный вариант M-130, в котором учли опыт эксплуатации этих гигантов: хвостовое оперение заменили на двухкилевое, увеличили размах крыла при снижении хорды, применили двигатели Wright GR-1820-G2 Cyclone мощностью 1000 л. с. (740 кВт) (против 830 л. с. (610 кВт) у M-130), увеличили объём топливных баков и повысили пассажировместимость (были варианты на 46 и 53 места). Однако из-за высокой цены (оригинальные M-130 стоили по 417 000 долларов), компания Pan American сделала выбор в пользу более дешёвых Boeing 314.
Тем временем, на другом конце океана 11 апреля 1936 года в Советском Союзе Совет труда и обороны принимает решение приобрести в Соединённых Штатах лицензию и техническую документацию на ряд типов самолётов, при этом с учётом отставания в выпуске гидросамолётов в данный список включили также пару больших летающих лодок — Consolidated PBY Catalina (в СССР получил обозначение ГСТ — гидросамолёт транспортный) и Martin 156 (получил обозначения М-156 и ГМ-156). Одной из причин, почему советское руководство выбрало «Мартин», была его большая дальность полёта (почти 5 тысяч километров) и высокая грузоподъёмность (при весе пустого самолёта чуть больше 13 тонн, максимальный взлётный вес составлял 28 тонн), что в перспективе позволяло создать на его базе транспортный самолёт и, особенно, дальний морской бомбардировщик, а для посадки и взлёта ему достаточно было подходящего водоёма.

### Покупка самолёта

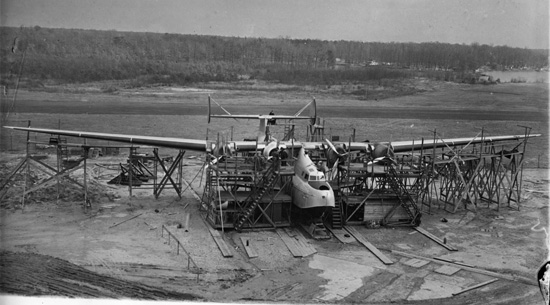
Строительство самолёта

В сентябре 1936 года через организацию Amtorg был заключён договор с «Глен Мартин», согласно которому последняя предоставляла комплект рабочих чертежей и расчётов по М-130, а после полную документацию по М-156. При этом документация сперва приходила на английском языке и с указанием размеров в английской системе мер, а затем переводилась на русский язык и в метрическую систему. Помимо этого, к 12 октября 1937 года фирма должна была представить самолёт-образец. Общая стоимость договора составляла по тем временам огромную сумму — 1 050 000 долларов.
В качестве завода, который должен был начать в СССР выпускать «Мартины», рассматривались авиационный завод № 31 (Таганрог, строил МБР-2) и авиационный завод № 126 (Комсомольск-на-Амуре, в мае 1936 года только выпустил первые самолёты), но в итоге выбор пал на авиационный завод № 30 (Савёлово, на тот момент ещё достраивался), расположенный на берегу Рыбинского водохранилища, куда из ЦАГИ была направлена группа конструкторов, которую возглавил Александр Голубков. В феврале 1937 года у «Глен Мартин» и других американских авиационных производителей также приобретаются комплектующие, заготовки наиболее сложных деталей, специальный инструмент, приспособления и оборудование на общую сумму около 800 000 долларов, которые затем передали на Савёловский завод.
В ноябре 1937 года завод в Балтиморе (штат Мэриленд) заканчивает строительство самолёта-образца, который на период испытаний получает бортовой номер NX19167, а 27 ноября впервые поднимется в воздух с поверхности Чесапикского залива. Так как все три M-130 эксплуатировались в Pan American и имели название типа China Clipper (рус. Китайский клипер), созданный на их основе М-156 получал прозвища Soviet Clipper, Russian Clipper и тому подобное. 14 декабря в Балтимор прибыла группа советских представителей, которую возглавлял инженер С. Борисенко; также в состав входили лётчик Ершов и инженер Козлов. После выполнения нескольких полётов, приёмочная комиссия была удовлетворена характеристиками лодки, а 20 января 1938 года М-156 официально приняли у завода, после чего доставили в Нью-Йорк, где разобрали для транспортировки. 27 января были оформлены необходимые документы, после чего части самолёта погрузили на пароход и доставили в Ленинград. Помимо собранного образца, 17 декабря 1937 года с согласия наркома оборонной промышленности Михаила Кагановича председатель Amtorg Давид Розов заключает договор о покупке ещё одного экземпляра, но уже в виде комплекта узлов для сборки в СССР.

### Вопрос о военном использовании
22 апреля 1937 года, когда М-156 ещё только достраивали, в СССР уже было издано постановление № 78 о создании на базе данной конструкции совсем не мирного самолёта — «океанского бомбардировщика». Однако перед конструкторами встал серьёзный вопрос — где размещать бомбы, ведь конструкция крыла позволяла разместить на каждой стороне не более тонны, что для такого самолёта относительно мало, к тому же при этом повышается аэродинамическое сопротивление, а «Матин» и так был относительно тихоходным. Авиаконструктор Пётр Самсонов (создатель летающей лодки МБР-5, заместитель Георгия Бериева) предложил тогда оригинальное решение — размещать бомбы внутри фюзеляжа, а сбрасывать их через люки в днище, при этом люки должны быть герметичными. Тогда на Савёловском заводе под руководством Александра Голубкова создали деревянный макет тяжёлого бомбардировщика на базе М-156, согласно которому новый самолёт имел несколько огневых точек для самообороны, а двухкилевое оперение было заменено на однокилевое, но в отличие от M-130 имело увеличенную площадь.

Однако руководство советского военного флота, в котором после «Большого террора» сменился состав, воспротивилось новому самолёту, так как большинство подходящих водоёмов зимой покрывались льдом, из-за чего их использование гидроавиацией было невозможно, либо приходилось гидросамолёты оснащать лыжным шасси. Также требовалось значительное переустройство инфраструктуры береговых баз, чтобы принять такого гиганта, в том числе вместо ручных слипов ставить механизированные, иначе М-156 было не выкатить на берег, требовались большие ангары для хранения зимой и во время ремонта, а также необходимы заправочные станции, так как вручную заполнить баки объёмом полтора десятка тысяч литров занимает слишком много времени и сил. Наконец доставить «Мартина» можно было только по воздуху, либо воде, так как даже в разобранном состоянии его нельзя было везти по железной дороге из-за ограничения по вписыванию в габарит. Обновлённое руководство советских ВВС также было против, считая данный тихоходный самолёт устаревшей конструкцией. К тому же вариант с Савёловским заводом для выпуска этих машин был тем неудачен, что расположенное рядом с ним Рыбинское водохранилище покрывается льдом на полгода, а 11 апреля 1938 года директор данного завода Свердлов А. П. даже пишет Сталину:
Эту лодку закупили, как выяснилось после, враги народа Туполев, Харламов, Чернышёв и др. … На сегодня ясно, что в лодке ГМ-156 нет ничего из американской техники и ею оснащать военно-морской флот нецелесообразно
Нарком оборонной промышленности Каганович продолжал поддерживать М-156, но тем не менее все работы по военному варианту самолёта были прекращены, а оборудование и узлы пущены на металлолом. Второй экземпляр самолёта, на который 13 августа 1938 года были получены необходимые документы на вывоз, так и не был собран, вероятно, также пойдя на металлолом.

### Эксплуатация

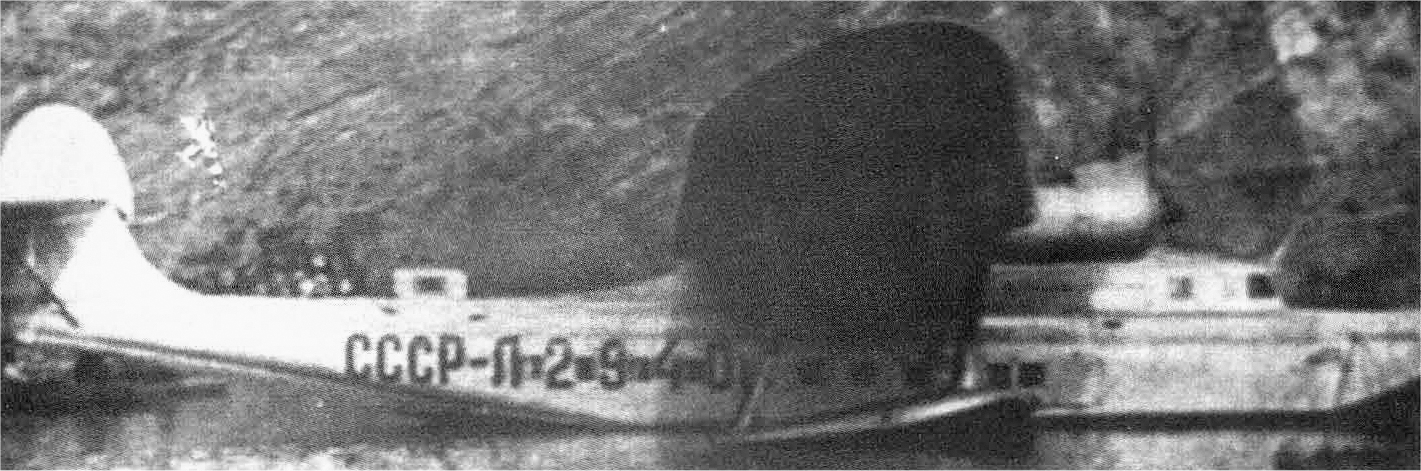
ПС-30 компании Аэрофлот

Борт NX19167 после прибытия в Ленинград был собран, после чего в июле 1938 года перелетел на Химкинское водохранилище. Так как к тому времени военные отказались от этого тихохода, 21 сентября 1938 года под обозначением ПС-30 (пассажирский самолёт) его передали гражданскому воздушному флоту, который и проводил испытания. Ведущим лётчиком был Анатолий Кржижевский, вместе с которым летали Эдуард Шварц и В. Матвеев, а ведущим инженером сперва был Л. И. Израецкий, которого в 1939 году сменил Б. А. Андреев. За 1938 год было сделано всего 17 полётов, что во многом было связано с оживлённым судоходным движением на Химкинском водохранилище и его малой длины, из-за чего были сложности по испытаниям с максимальным взлётным весом, в связи с чем «Мартин» перевели на Пироговское водохранилище, где для него силами эскадрильи особого назначения гражданского воздушного флота была оборудована база в одной из бухт. 25 мая 1939 года самолёт под № 714 был зачислен в реестр гражданских воздушных судов, получив бортовой номер СССР-Л2940. В том же 1939 году было совершено ещё 39 полётов, после чего было сделано заключение о пригодности самолёта к эксплуатации в Советском Союзе.
В мае 1940 года борт Л2940 передали в 13-й транспортный отряд Дальневостоного управления ГВФ, где он с июня эксплуатировался на Дальнем востоке на маршруте Петропавловск-Камчатский—Хабаровск. За 1940 год лайнер налетал 223 часа, пока однажды ночью на Амуре в него не врезался в пароход, в связи с чем ремонт продлился до весны 1941 года, однако к тому времени уже заканчивался ресурс двигателей Wright R-1820, из-за чего за 1941 год до зимы налёт составил 168 часов, а в 1942 году — ещё 82 часа. Проблема была в том, что к тому времени модель GR-1820-G2 уже не выпускалась, поэтому в 1942 году данные двигатели заменили на АШ-62ИР — дальнейшее развитие двигателя М-25, который в свою очередь являлся лицензионной копией американского Wright R-1820-F3. Вернувшись на маршруты, ПС-30 за 1943 год налетал 115 часов, в том числе выполнив спецрейс, в котором доставил в Хабаровск экипажи американских бомбардировщиков, совершивших вынужденные посадки на Камчатке (согласно действовавшему в то время советско-японскому договору, эти лётчики считались интернированными), которых затем доставили в Ташкент, а после скрытно в Иран. Рейсы выполнялись нерегулярно, что во многом объяснялось нехваткой топлива на Дальнем востоке, но за 1944 год налёт составил ещё 76 часов, после чего борт Л2940 отставили от эксплуатации из-за ряда неисправностей, которые не было возможности устранять из-за отсутствия запчастей. «Мартин» был законсервирован и долгое время простаивал в Хабаровске, пока 29 апреля 1945 года Центральная балансовая комиссия Главного управления ГВФ не оформила протокол о его списании. В июле 1946 года уникальная машина была пущена на металлолом.

## Конструкция

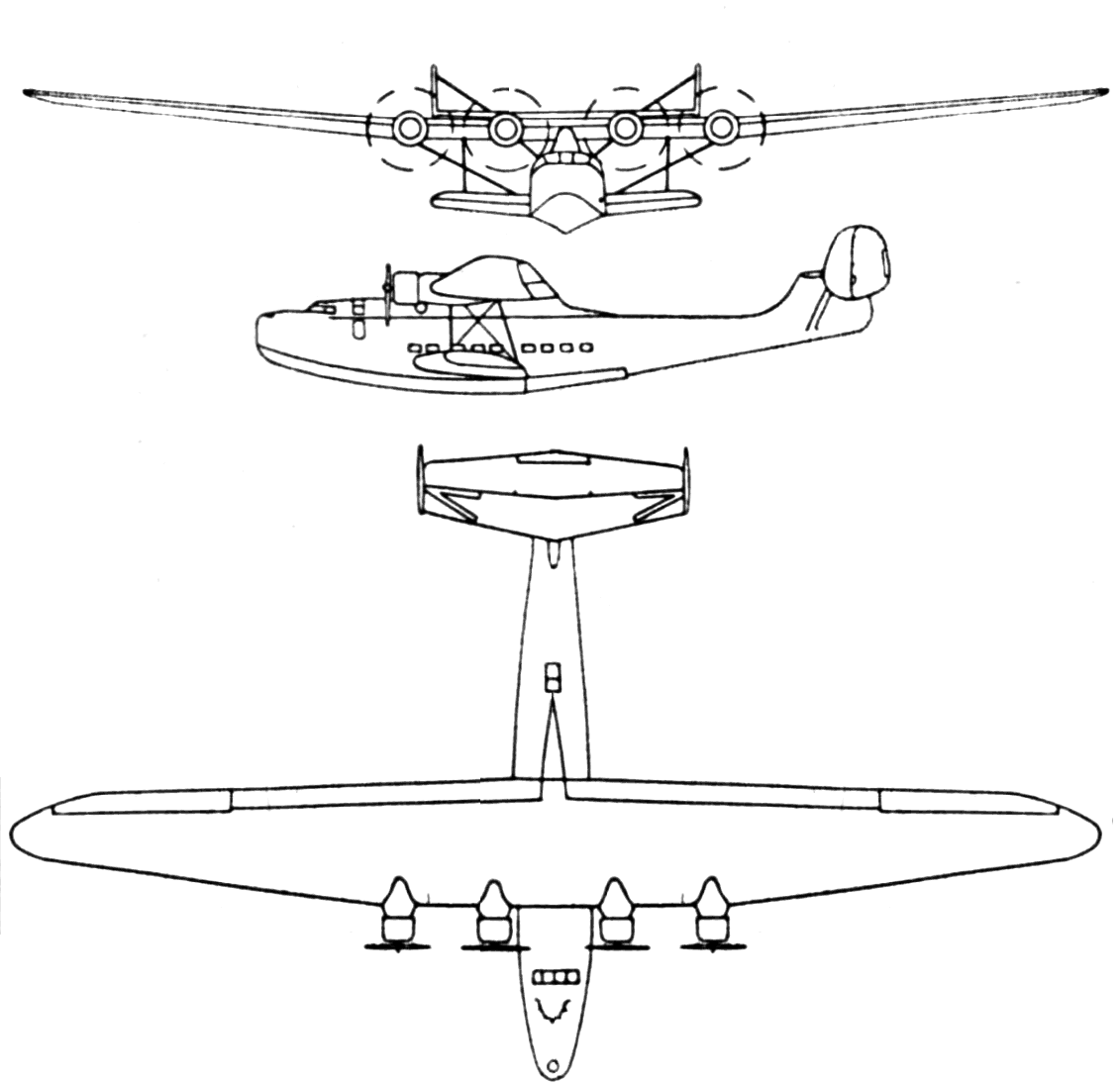
Martin 156

Цельнометаллическая четырёхмоторная двухреданная летающая лодка с двухкилевым хвостовым оперением. Высокорасположенное крыло представляет собой отдельную конструкцию и крепится к фюзеляжу на подкосах.
Фюзеляж - двухреданная лодка типа монокок. Обшивка надводной части фюзеляжа гофрированный дюралюминий. К нижней части фюзеляжа крепятся полукруглые выступы (спонсоны), которые обеспечивали боковую устойчивость на воде и использовались для размещения топлива, а также служили удобной платформой для грузов и пассажиров при посадке и высадки на самолет. При военном использовании спонсоры можно было использовать для установки вооружения. В носовой части расположена кабина экипажа, состоящего из двух летчиков, штурмана, бортмеханика и радиста.
Силовая установка - четыре поршневых однорядных 9-цилиндровых звездообразных двигателя воздушного охлаждения Wright GR-1820-G2 Cyclone  со взлетной мощностью 1000 л.с. каждый. Двигатели устанавливались на крыльях в мотогондолах. Воздушные винты четырехлопастные.
Основные характеристики
- Экипаж — 8 человек
- Пассажировместимость — 46 мест;
- Длина — 92 ф. 2 д. (28 092 мм);
- Размах крыла — 157 футов (47 854 мм);
- Высота — 27 ф. 2 д. (8280 мм);
- Максимальная взлётная масса — 60 708 фунтов (27 537 кг);
- Масса пустого самолёта — 31 292 фунта (14 194 кг);
- Объём топливных баков — 16 126 литров;
- Двигатели — четыре звездообразных двигателя Wright GR-1820-G2 Cyclone с воздушным охлаждением, мощностью по 1000 л. с. (740 кВт) каждый, позже заменённые на АШ-62ИР; трёхлопастные воздушные винты фирмы Hamilton Standard[англ.].

Эксплуатационные характеристики
- Максимальная скорость — 305 км/ч;
- Крейсерская скорость — 250 км/ч;
- Дальность полёта — ≈ 3000 миль (4830 км);
- Практический потолок — 19 300 футов (5880 м).